# Dariusz Bratkowski
Dariusz Bratkowski (ur. 21 maja 1968) – polski piłkarz i trener piłkarski.
Bratkowski był wychowankiem ŁKS-u Łódź, w barwach którego zaliczył 5 występów w ekstraklasie. Ponadto grał m.in. w Pelikanie Łowicz, MKS-ie Kutno.
Po zakończeniu kariery zawodniczej został trenerem. Związany z ŁKS-em, był asystentem Andrzeja Pyrdoła oraz Marka Chojnackiego. Na początku sezonu 2011/2012 został pierwszym trenerem drużyny. W trakcie rundy jesiennej został zastąpiony przez Michała Probierza.